# Joacim Esbjörs
Eric Joacim Esbjörs, född 4 juli 1970 i Avesta, är en svensk före detta ishockeyspelare i Västra Frölunda HC och HV 71.
Han spelade 26 landskamper med Sveriges herrlandslag i ishockey och deltog i VM 1992 i det dåvarande Tjeckoslovakien, där Sverige blev världsmästare.
Han själv, hans pappa Lars-Erik Esbjörs och hans bror Jonas Esbjörs, har alla tre spelat i Västra Frölunda.

## Meriter
- VM-guld 1992

## Klubbar
- Västra Frölunda HC 1988-1998 Elitserien
- Ässät 1998-1999 Finska SM-Liiga
- HV 71 1999-2001 Elitserien